# Ли Дунъянь
Ли Дунъя́нь (кит. упр. 李东岩, пиньинь Lǐ Dōngyán) — китайский кёрлингист, спортивный функционер.
В составе мужской сборной Китая участник чемпионата мира 2008.
По состоянию на 2010, он работал Генеральным секретарём Ассоциации кёрлинга Китая (англ. en:Chinese Curling Association).
По состоянию на октябрь 2019, он является специальным советником (англ. special adviser) в Совете (англ. Board) Всемирной федерации кёрлинга.

## Команды
| Сезон   | Четвёртый   | Третий | Второй     | Первый      | Запасной                           | Турниры           |
| ------- | ----------- | ------ | ---------- | ----------- | ---------------------------------- | ----------------- |
| 2007—08 | Ван Фэнчунь | Лю Жуй | Сюй Сяомин | Цзан Цзялян | Ли Дунъянь тренер: Даниэль Рафаэль | ЧМ 2008 (4 место) |

(скипы выделены полужирным шрифтом)